# Vélye
Vélye je francouzská obec v departementu Marne v regionu Grand Est. Žije zde 227 obyvatel.

## Geografie

### Sousední obce
| Růžice kompasu | Chaintrix-Bierges | Vouzy Pocancy | Thibie   | Růžice kompasu |
| Růžice kompasu | Sever             |               |          | Růžice kompasu |
| Růžice kompasu | Vélye             |               |          | Růžice kompasu |
| Růžice kompasu | Jih               |               |          | Růžice kompasu |
| Růžice kompasu | Trécon            |               | Germinon | Růžice kompasu |